# Saint-Laurent-les-Bains

Saint-Laurent-les-Bains este o comună în departamentul Ardèche din sud-estul Franței. În 1 ianuarie 2018 avea o populație de 138 de locuitori.